# Dendronephthya elongata
Dendronephthya elongata is een zachte koraalsoort uit de familie Nephtheidae. De koraalsoort komt uit het geslacht Dendronephthya. Dendronephthya elongata werd in 1909 voor het eerst wetenschappelijk beschreven door Henderson. 